# Mount Ignatiev
Mount Ignatiev (englisch; bulgarisch Игнатиев връх Ignatiew wrach) ist ein 1220 m hoher Berg im Grahamland auf der Antarktischen Halbinsel. Auf der Trinity-Halbinsel ragt er 3,3 km südsüdöstlich des Corner Peak, 8,96 km ostsüdöstlich des Hanson Hill, 12,1 km nördlich des Sirius Knoll und 7,17 km südwestlich des Crown Peak in den Srednogorie Heights auf. Das Trajan Gate liegt östlich, der Malorad-Gletscher nördlich und der Russell-West-Gletscher südlich von ihm.
Deutsche und britische Wissenschaftler nahmen 1996 seine Kartierung vor. Die bulgarische Kommission für Antarktische Geographische Namen benannte ihn 2010 nach der Ortschaft Graf Ignatiewo im Süden Bulgariens in Verbindung mit dem russischen Diplomaten Nikolai Pawlowitsch Ignatjew (1832–1908).